# Francisco de Orellana

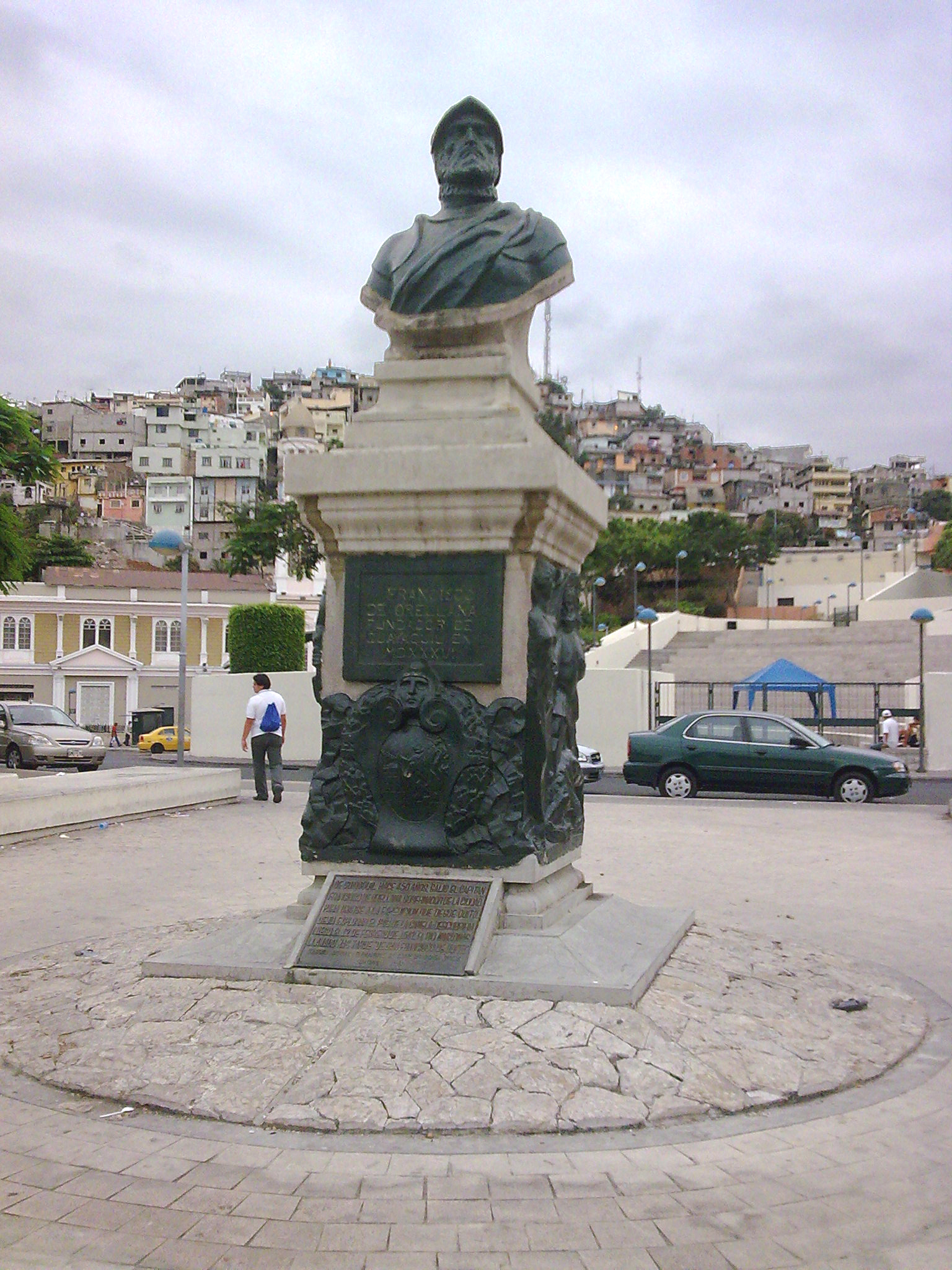
Bustul lui Francisco de Orellana din oraşul Guayaquil, Ecuador

Francisco de Orellana (n. 1511, Trujillo, Coroana Castiliei – d. 1546, Amazon Delta⁠(d), Amapá, Brazilia) a fost un explorator și conchistador spaniol care a realizat prima navigare pe toată lungimea fluviului Amazon, inițial numit „Rio de Orellana”. De asemenea, a fondat orașul Guayaquil din Ecuadorul de astăzi.

## Origine
Francisco de Orellana a fost un aventurier spaniol care a realizat prima navigare pe toată lungimea Amazonului. Născut în Trujillo (anul nașterii variază între 1490 și 1511), Orellana a fost prieten apropiat și poate rudă cu Francisco Pizarro (unele surse susțin că ar fi fost veri). A călătorit spre Indii, probabil în 1527 la vârsta de 17 ani. Orellana a servit în Nicaragua până în 1533 când s-a alăturat armatei lui Pizarro în Peru, unde l-a sprijinit pe Pizarro în conflictul său cu Diego de Almagro. După victoria asupra oamenilor lui Almagro a fost numit guvernator al La Culata și a refăcut orașul Guayaquil, fondat inițial de Pizarro și repopulat de Sebastián de Belalcázar.

## Prima explorare a Amazonului
În 1540 Gonzalo Pizarro a sosit ca și guvernator în Quito și a primit de la Francisco Pizarro sarcina de a porni într-o expediție pentru a localiza „Tărâmul Scorțișoarei”, crezut a fi undeva spre est. Orellana a fost unul din locotenenții lui Gonzalo Pizarro în expediția acestuia din 1541 în interiorul Americii de Sud. În Quito Gonzalo Pizarro a strâns o forță de 220 de spanioli și 4.000 de băștinași, în vreme ce Orellana, al doilea în ierarhia de comandă, a fost trimis înapoi în Guayaquil pentru a organiza un detașament de cavalerie. Pizarro a părăsit Quito în februarie 1541 chiar înainte ca Orellana să sosească cu cei 23 de cai și călăreți. Orellana s-a grăbit să îi ajungă din urmă pe ceilalți, întâlnindu-se în cele din urmă în martie. Totuși, în momentul în care expediția a părăsit munții 3.000 de băștinași și 140 de spanioli au murit sau au dezertat.

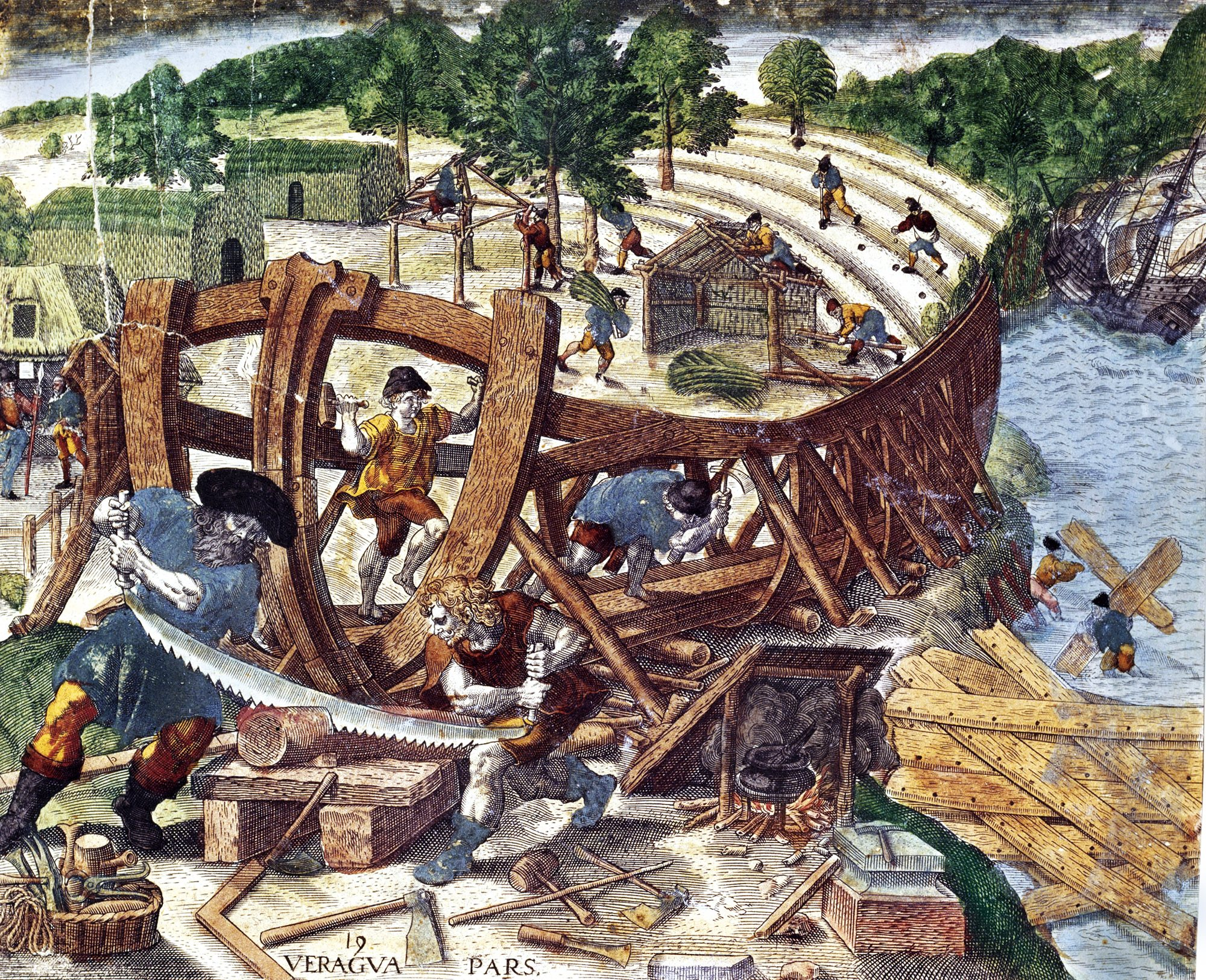
Oamenii din expediţia lui Orellana construind brigantina San Pedro

Când au ajuns la râul Coca (un afluent al Napo) o brigantină, San Pedro, a fost construită pentru a transporta bolnavii și proviziile. Gonzalo Pizarro i-a ordonat să exploreze Râul Coca și să revină când ajunge la capătul râului. Când au ajuns la confluența cu Fluviul Napo oamenii au amenințat cu revolta dacă nu continuă. Pe 26 decembrie 1541 a acceptat să fie numit șef al noii expediții și pentru a cuceri noi teritorii în numele regelui. Orellana, împreună cu misionarul dominican Gaspar de Carvajal (care a servit ca și cronicar al expediției) și alți 50 de oameni au pornit în aval pentru a găsi mâncare. Incapabil să revină împotriva curentului Orellana l-a așteptat pe Pizarro și în cele din urmă a trimis înapoi trei oameni pentru a transmite un mesaj. A început apoi să construiască a doua brigantină, Victoria. Între timp, Pizarro s-a întors în Quito printr-o rută nordică, la acea vreme cu doar 80 de oameni în viață.
După ce a părăsit satul de pe Napo Orellana a continuat să navigheze în aval spre Amazon. În timpul navigării pe Fluviul Napo Orellana și oamenii săi au fost permanent atacați de tribul Cambeba. Au ajuns la Rio Negro pe 3 iunie 1542 și apoi în sfârșit pe Amazon.
Pe longitudinea de aproximativ 69o vest Orellana și oamenii săi au fost implicați într-o serie de altercații indigenii Machiparo și au fost fugăriți în aval. Continuând să navigheze în aval au trecut de Rio de la Trinidad, Pueblo Vicioso, Rio Negro (numit de Orellana), Pueblo del Corpus, Pueblo de los Quemados și Pueblo de la Calle. Acolo au intrat în teritoriul Amazoanelor. O altercație cu aceste femei războinice se spune că a avut loc pe 24 iunie 1542 când Orellana se apropia de râul Trombetus.
La aproximativ 54o vest s-au oprit pentru 18 zile pentru a-și repara ambarcațiunile și au ajuns în cele din urmă la țărmul oceanului pe 26 august 1542 unde navele au fost verificate dacă sunt capabile pentru o călătorie pe ocean. Navigând de-a lungul coastei spre Guiana cele două brigantine au fost despărțite până când au fost reunite la Nueva Cádiz pe insula Cubagua de pe coasta Venezuelei. Victoria, purtând pe Orellana și Carvajal a navigat spre sud pe lângă Trinidad și a fost blocată în Golful Paria timp de șapte zile, ajungând în cele din urmă pe Cubagua pe 11 septembrie 1542. San Pedro a navigat la nord de Trinidad și a ajuns în Cubagua pe 9 septembrie.

## A doua expediție și pregătirile
Din Cubagua Orellana a decis să revină în Spania pentru a obține din partea Coroanei dreptul de a guverna teritoriile abia descoperite, pe care el le-a numit Noua Andaluzie. După o navigare dificilă a ajuns mai întâi pe țărmurile Portugaliei. Regele l-a primit într-un mod prietenos și i-a făcut oferta să navigheze înapoi spre Amazon sub steagul Portugaliei. Expediția lui Orellana a lansat discuții la nivel internațional. Conform Tratatului de la Tordesillas cea mai mare parte a Amazonului aparținea Spaniei dar gura de vărsare urma să aparțină Portugaliei. Orellana a respins oferta Portugaliei și a mers spre Valladolid. După nouă luni de negocieri regele Carol I l-a numit guvernator în Noua Andaluzie pe 18 februarie 1544. Conform noii sale misiuni, trebuia să exploreze și să înființeze așezări pe malurile Amazonului cu mai puțin de 300 de oameni și 100 de cai și să înființeze două orașe, unul la gura de vărsare și unul în interiorul bazinului.
După ce a captivat Curtea spaniolă cu povești și exagerări despre aventurile sale pe Amazon Orellana, după nouă luni de negocieri, a primit comanda să cucerească teritoriile pe care le-a descoperit. I s-a permis să exploreze și să înființeze așezări în Nueva Andalucia cu nu mai puțin de 200 de infanteriști, 100 de călăreți și materiale pentru a construi două ambarcațiuni fluviale. La sosirea sa pe Amazon trebuia să înființeze două orașe, unul chiar la gura râului. Comanda a fost acceptată pe 18 februarie 1544 dar pregătirile expediției au fost încetinite de datorii neplătite, spioni portughezi și probleme interne. Fondurile suficiente au fost strânse prin intermediul lui Cosmo de Chaves, tatăl vitreg al lui Orellana, dar situația a fost complicată de decizia lui Orellana de a se căsători cu Ana de Ayala, o fată tânără și săracă, pe care voia să o ia cu el împreună cu surorile ei. Abia la sosirea unei flote de spionaj portugheze în Sevilia creditorii lui Orellana i-au permis să pornească. Când a sosit în Sanlúcar a fost din nou reținut după ce autoritățile au descoperit un număr mai mic de infanteriști și cai precum și faptul că mare parte din membrii echipajului nu erau spanioli. Pe 11 mai 1545 Orellana, ascuns într-una din nave, a plecat pe ascuns din Sanlúcar împreună cu patru nave.
Mai întâi a navigat spre Insulele Canare unde a pierdut trei luni încerând să își reaprovizioneze navele. A pierdut încă două luni în Insulele Capului Verde; până la acel moment a pierdut o navă, 98 de oameni au murit de boală și alți 50 au dezertat. O altă navă a fost pierdută în Atlantic, luând cu ea 77 de oameni, 11 cai și o barcă ce trebuia să fie folosită pe Amazon. Orellana a ajuns pe coasta Braziliei cu câteva zile înainte de Crăciunul anului 1545 și a navigat 100 de leghe în delta Amazonului.
O ambarcațiune fluvială a fost construită dar 57 de oameni au murit de foamete iar ultima ambarcațiune maritimă a eșuat. Naufragiații și-au găsit refugiu printre indienii prietenoși pe o insulă din deltă în vreme ce Orellana și o mână de oameni au pornit pentru a găsi mâncare și brațul principal al Amazonului. Când au revenit la tabără au constat că cei rămași acolo au dezertat, oamenii construind o barcă cu care au plecat să îl caute pe Orellana. Barca a renunțat la căutări și a navigat de-a lungul coastei spre Insula Margarita. Orellana și oamenii săi, care au pornit din nou să găsească brațul principal, a fost atacat de indieni. 17 dintre oameni au fost uciși de săgeți otrăvite iar Orellana însuși a murit de boală în noiembrie 1546.
Echipajul celei de-a doua bărci, la sosirea în Margarita, au găsit 25 dintre însoțitori, inclusiv pe Ana de Ayala, care au sosit cu o navă din flota originală. Totalul de 44 de supraviețuitori (dintr-un număr estimat la 300) au fost ulterior salvați de o navă spaniolă. Mulți dintre ei s-au stabilit în America Centrală în vreme ce Ana de Ayala s-a împrietenit cu un alt supraviețuitor, Juan de Penalosa, cu care a trăit restul zilelor în Panama. S-a auzit ultima dată de ea în 1572.

## Semnificație

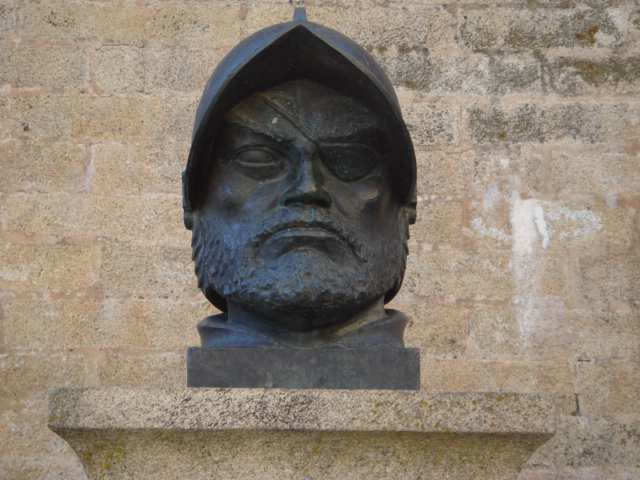
Bustul lui Francisco de Orellana din Trujillo, Spania

Indienii icamiabas dominau zona din apropierea fluviului Amazon. Când Orellana a mers în aval pentru a căuta aur, coborând din Anzi (în 1541), fluviul încă se numea Rio Grande, Mar Dulce sau Rio de Canela (Scorțișoară) deoarece se credea că în acea zonă se găsesc arborii de scorțișoară. Povestea ambuscadei agresive lansate de icamiabas care aproape a distrus expediția spaniolă a fost povestită regelui Carol I care, inspirat după legenda grecească a Amazoanelor, a numit fluviul Amazon.
Într-una din expedițiile cu cea mai mică șansă de succes din istorie, Orellana a reușit să navigheze pe lungimea fluviului Amazon, sosind la gura de vărsare a fluviului pe 24 august 1542. El și echipajul său au navigat de-a lungul coastei Atlanticului până când au ajuns pe insula Cubagua, aproape de coasta Venezuelei.
În seria de documentare Unnatural Histories realizate de BBC se prezintă dovezi că Orellana nu a exagerat cum s-a crezut înainte, ci a fost corect în observațiile sale conform cărora exista o civilizație avansată înfloritoare în zona Amazonului în anii 1540. Se crede că această civilizație a fost mai târziu devastată de răspândirea bolilor aduse din Europa, cum ar fi variola. Dovezile pentru a sprijini această afirmație provin din descoperirea numeroaselor geoglife ce datează dintre 0 și 1250 d.Hr. și terra preta. Se crede că în jurul anului 1500 ar fi trăit în jur de 5 milioane de oameni în zona Amazonului, răspândiți în numeroasele așezări costiere. Până în 1900 populația a scăzut până la un milion iar la începutul anilor 1980 era mai mică de 200.000.

## Orellana în cultura populară
Călătoriile lui Orellana au servit ca influență parțială pentru filmul german Aguirre - Mânia lui Dumnezeu (1972). Un prim scenariu scris de regizorul Werner Herzog l-a inclus intenționat pe Orellana în film dar ulterior a fost eliminat. În filmul Indiana Jones și regatul craniului de cristal (2008) Orellana, care s-a rătăcit în Amazon în timp ce căuta Eldorado, servește ca element al subiectului filmului.

## Locuri numite după Orellana
- Orașul Puerto Francisco de Orellana, Ecuador[12]
- Provincia Orellana, Ecuador
- Orașul Orellana, Peru
- Aeroportul Francisco de Orellana din Puerto Francisco de Orellana, Ecuador
- Fluviul Amazon s-a numit cândva Fluviul Orellana[12]